# María Consuelo Araújo

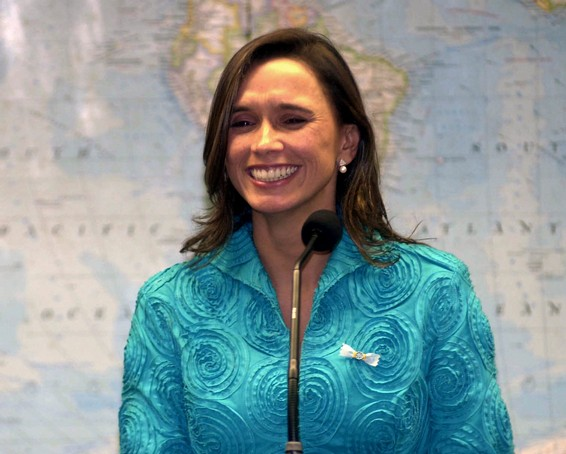
María Consuelo Araújo

María Consuelo Araújo Castro (* 1971 in Valledupar) ist eine kolumbianische Politikerin. Sie war zwischen 2002 und 2006 Kulturministerin im Regierungsteam von Álvaro Uribe. Am 7. August 2006 wurde sie zur Außenministerin ernannt, legte ihr Amt aber aufgrund der Inhaftierung ihres Bruders, Senator Alvaro Araújo Castro, am 19. Februar 2007 mit sofortiger Wirkung nieder. Ihrem Bruder, wie auch ihrem Vater Álvaro Araújo Noguera, werden Verbindungen zu den Paramilitärs in Kolumbien vorgeworfen. Seit August 2010 ist sie CEO der Gran Colombia Gold Corporation.